# Kehsi Mansam
Kehsi Mansam és un estat dels Estats Shan dins l'estat Shan de Myanmar. Té 1.017 km² (sense comptar el subestat de Kenglon) i es cultiven intensament les seves terres.
És molt apreciada la fabricació local de les dah, unes espases curtes típiques. És de majoria shan. La capital és Kehsi. Kehsi era un subprincipat de Hsenwi que fou creat per ordre del rei de Birmània el 1860 que va nomenar príncep (Myosa) a Khun Yawt, que fou lleial als birmans. El 1881 el va succeir el seu fill Khun Yawt Seng, que no tardarà a revoltar-se. El 1882 el saofa de Mongnai es va revoltar contra el rei birmà i els estats veïns es van dividir, uns que li van fer costat i altres que no. Kehsi, Laikha i Mongkung, estats de la zona, van fer costat al saofa (Sawpaw) de Mongnai, Monghsu i Mongnawng van estar al costat dels birmans, i els van ajudar envaint els territoris rebels. Derrotats o amenaçats el revoltats, es van retirar cap a l'est i es van refugiar al principat de Kengtung i quan la situació es va calmar i van retornar als seus principats el poder birmà estava enfús i els britànics eren els amos de la situació. Alguns prínceps van sotmetre's als britànics, entre ells el de Kehsi, però altres no ho van voler fer, com Mongnai i Lawsawk, els prínceps dels quals van tornar a Kengtung (1886) i van invitar al príncep birmà Limbin (fill de l'exrei birmà Mindon), que estava a Moulmein, a encapçalar una confederació de prínceps en què Mongnai va ser capdavantera. Forces de Mongnai i Lawsawk van ocupar Kehsi i altres principats. Limbin va arribar a la zona via Siam i va dirigir als rebels reunits a Kengtung, avançant cap a l'oest, però foren desfets pels britànics (1887). El myosa de Kehsi, que s'havia sotmès als britànics, va rebre el principat com a independent (1887) i va prendre el títol de Sawpaw (príncep celestial). El darrer príncep que va governar va abdicar el 1959 i després fou una de la Repúbliques de la unió d'Estats Shan que constituïren l'Estat Shan, amb vocació d'independència, però part de Myanmar.